# Anna Morichelli Bosello
Anna Morichelli Bosello (Reggio Emilia, 1750/55 – Trieste, 30 ottobre 1800) è stata un soprano italiano.
Considerata la rivale di Brigida Banti, ricevette il plauso di tutti i principali teatri italiani come primadonna. Acquisì notorietà anche all'estero, in particolare in Germania, a Vienna e a Parigi.

## Biografia
Allieva di Guadagni, debuttò a Parma nel 1779. Di particolare rilevanza fu la sua performance in Cajo Ostilio a Faenza, per la quale le fu dedicata un'elegia latina dal faentino Domenico Dardocci, parente del musicista Carlo Francesco Dardocci. Nel 1789 si esibì a Novara nel dramma Enea e Lavinia musicato da Pier Alessandro Guglielmi, mentre due anni dopo la troviamo al Regio di Torino nel cast de La disfatta dei mori musicato da Giuseppe Gazzaniga. Innumerevoli furono le sue apparizioni al Teatro alla Scala, tra le quali ricordiamo Il vecchio geloso (1781), Alisinda (1785) e L'arbore di Diana (1788). Il rapporto conflittuale con la rivale Brigida Banti destò non pochi problemi al librettista Lorenzo Da Ponte, il quale scappò dalle due e morì a New York nel 1838. Nel suo Memoirs egli scrive a proposito delle due cantanti:
((EN) Lorenzo Da Ponte, Memoirs, New York, Orion Press, 1959,  p. 126.)
 Dopo essere stata incoronata e acclamata "regina" dai giacobini a Parigi, si recò a Milano per poi cantare come buffa assoluta al Teatro San Moisè di Venezia nella stagione autunnale del 1791. La sua ultima esperienza professionale fu a Londra, dove cantò dal 1792 al 1794 prima del suo rientro in Italia, dove si ritirò definitivamente dalle scene.